# Hieronymus
Hieronymus (egentligen Eusebius Sophronius Hieronymus), född 347 i Stridon på gränsen mellan Pannonien och Dalmatien, död 30 september 420 i Betlehem, var en kyrkofader och bibelöversättare. År 1298 utnämndes han till kyrkolärare. Han vördas som helgon inom romersk-katolska och ortodoxa kyrkan. Hans helgondag firas den 30 september.
Hieronymus är mest känd för sin översättning av Bibeln från grekiska och hebreiska till latin, Vulgata. Han är skyddshelgon för översättare och bibliotekarier.

## Biografi
Hieronymus föräldrar var kristna med illyrisk bakgrund, och han uppfostrades och döptes i Rom. Under ledning av grammatikern Aelius Donatus utbildades han till den främste stilisten bland de latinska kyrkofäderna. Under en resa i Gallien lärde han i Trier känna det nya munkväsendet och lärde sig genom detta att leva mer disciplinerat. Han blev för en tid asket och vistades ett år i Aquileja (372) och blev vän med Rufinus av Aquileja.
På en resa till Palestina insjuknade han i Antiokia. Där hade han en feberdröm som gjorde att han efter tillfrisknandet gick ut i öknen Chalkis sydost om Antiokia. Där fanns det många eremiter. Han klarade dock inte eremitlivets enkla förhållanden utan började istället att studera och arbeta med att kopiera skrifter för hand.
Omkring år 380 översatte han Eusebios kronologiska tabeller till latin.
Hieronymus flyttade från öknen till Konstantinopel och studerade för Gregorios av Nazianzos och vidare till Rom, där han 382–384 var påven Damasus förtrogne och använde sin ställning till att propagera för sitt munkideal. Han hade betydande framgång bland högadelns damer (bland annat Paula och hennes döttrar följde helt Hieronymus anvisningar). Hans propagerande för det asketiska idealet bidrog också mycket till utbredningen av Mariadyrkan i Västerlandet. Han skrev år 383 en apologi, försvarsskrift, där han fastslog att Jungfru Maria var Semper virgo. Det betyder att Maria var jungfru hela livet och att Jesu bröder i Bibeln var hans kusiner. Han mötte också betydande motstånd från både lekmän och präster, och när Damasus dog 384, måste han snart istället för att utnämnas till biskop, som han förväntat sig, fly från Rom år 385.
Hieronymus tid i västra romarriket hade stor betydelse för utvecklandet av munkväsendet i västerlandet, där han kan betraktas som en pionjär. Hans författarskap och översättningar till latin (av bland annat Didymus och Origenes homilier) gjorde också att origenismen fick fotfäste i väst. I Rom påbörjade Hieronymus också den stora bibelöversättning till latin som sedan 1200-talet kallas Versio vulgata. Det arbetet ses som hans livs storverk, där han visar upp äkta vetenskapligt intresse och uthållighet och där hans för sin tid enastående lärdom (han behärskade inte bara latin och grekiska, utan också hebreiska och kaldeiska) kom helt till sin rätt. Versio vulgata var för sin tid en betydande vetenskaplig bedrift; den fullbordades 405.
Från Rom hade Hieronymus gjort en resa till Egypten och studerat hos Didymus den blinde och 386 slagit sig ned i Betlehem, där han grundlade ett munkkloster, som han var föreståndare för till sin död, och ett nunnekloster som leddes av Paula. I dessa kloster fick de flesta av västerlandets tidiga klostergrundare sin utbildning.
Där ägnade sig Hieronymus åt ett intensivt skrivande. Bland annat gjorde han en katalog över de kristna skriftställarna från apostlarna fram till hans egen tid: De viris illustribus eller Om berömda män. Utöver det historiska, texthistoriska och exegetiska författarskapet utvecklade Hieronymus också en ny litterär form, munkbelletristiken. Hans bästa arbeten i den genren är biografierna över Malchus och Hilarion från Gaza.
När Hieronymus blev angripen för bristande renlärighet av sin tidigare vän Rufinus, tvingades han år 395 att ta avstånd från sin lärofader Origenes, som nu hade börjat betraktas som kättare. Efter en kort tid blev Hieronymus en av origenismens viktigaste motståndare. Denna strid fördystrade hans liv. År 416 blev han och hans kloster till och med utsatta för grovt våld.
Efter sin död upphöjdes Hieronymus av katolska kyrkan till helgon och senare till doctor ecclesiae. Hans reliker vördas i basilikan Santa Maria Maggiore i Rom.

## Sankt Hieronymus titelkyrka
Kyrkan San Girolamo dei Croati är belägen i närheten av Augustus mausoleum i Rom och förlänas som titelkyrka åt kardinalpräster med kroatisk anknytning. Den nuvarande titelinnehavaren är sedan 2003 kardinal Josip Bozanić, ärkebiskop av Zagreb.